# Tihovići
Tihovići är en förstörd befolkad plats i Bosnien och Hercegovina.   Den ligger i entiteten Federationen Bosnien och Hercegovina, i den centrala delen av landet, 8 km norr om huvudstaden Sarajevo. Tihovići ligger 746 meter över havet och antalet invånare är 368.
Terrängen runt Tihovići är lite bergig. Runt Tihovići är det ganska tätbefolkat, med 93 invånare per kvadratkilometer.. Närmaste större samhälle är Sarajevo, 8,0 km söder om Tihovići. 
Runt Tihovići är det i huvudsak tätbebyggt.